# Ljungs-Berg
Ljungs-Berg var en av SCB avgränsad och namnsatt småort i Uddevalla kommun i Västra Götalands län. Småorten omfattar bebyggelse i Berg i Ljungs socken strax nordväst om tätorten Ljungskile. Småorten avgränsades först 2010. 2020 klassades bebyggelsen som en del av tätorten Ljungs Berg, vilken från 2023 klassas om en småort.